# Damien Cely
Damien Cely, né le 13 avril 1989 à Sarcelles, est un plongeur français.
Il remporte aux Championnats d'Europe de plongeon 2011 une médaille de bronze en 3 m synchronisé avec Matthieu Rosset. Il termine 22e aux Jeux olympiques d'été de 2012.